# Cối Kê
Cối Kê (chữ Hán phồn thể: 會稽, chữ Hán giản thể: 会稽) là một địa danh cũ của Trung Quốc, là khu vực Giang-Chiết lấy Tô Châu của Giang Tô làm trung tâm hay một bộ phận của địa cấp thị Thiệu Hưng, tỉnh Chiết Giang ngày nay.

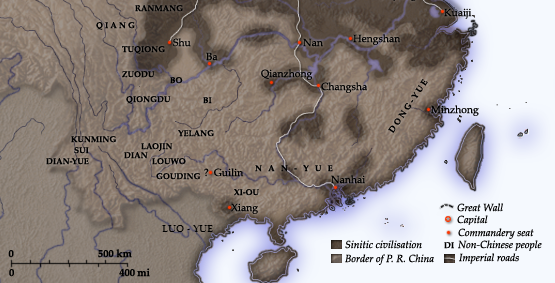
Bản đồ các khu vực lẻ tẻ do nhà Tần chiếm được của các nhóm tộc Bách Việt ở phía Nam sông Dương Tử sau năm 210 TCN, trong đó có quận Cối Kê (Kuaiji).

Năm 222 TCN, Tần Thủy Hoàng đã lấy khu vực hai nước Ngô và Việt thời Xuân Thu để thành lập quận Cối Kê, lấy Ngô huyện (ngày nay là Tô Châu) làm quận lỵ. Năm 210 TCN, Tần Thủy Hoàng tuần du tại một khu vực thuộc Cối Kê (ngày nay là "Đại Việt" của Thiệu Hưng và đổi tên thành Sơn Âm (山陰)).
Năm 229, vào thời Tam Quốc, Đông Ngô dời quận lỵ Cối Kê đến Sơn Âm. Trần Hậu Chủ thời Nam Bắc Triều lấy một bộ phận của huyện Sơn Âm phân thành huyện Cối Kê. Từ đó, Sơn Âm và Cối Kê bị phân chia và hợp nhất nhiều lần. Thời kỳ nhà Đường, Sơn Âm và Cối Kê thuộc Việt Châu (越州). Thời nhà Tống thì Việt Châu được đổi thành Thiệu Hưng, Sơn Âm và Cối Kê thành huyện thuộc Thiệu Hưng.